# The Kooks
För det svenska indiepopbandet med samma namn, se The Kooks (svensk musikgrupp).
The Kooks är ett britpopband från Brighton, England. Frontfigur i bandet är sångaren, gitarristen och låtskrivaren Luke Pritchard.
The Kooks debutalbum, Inside In/Inside Out, låg under mer än halva 2006 på the UK Top 20 och har i Storbritannien sålt mer än 1 miljon exemplar. Under 2008 släppte bandet sitt andra studioalbum Konk, vilket blev etta på UK Albums Chart. Tre singlar från albumet har släppts. Under våren 2011 åkte The Kooks till L.A i USA för att spela in sitt tredje studioalbum Junk of the Heart som kom ut i september 2011.

## Medlemmar

### Nuvarande medlemmar
- Luke Pritchard – sång, gitarr (2004–)
- Hugh Harris – sologitarr, bakgrundssång, piano, keyboard (2004–) rytmgitarr (2004–2008) basgitarr (2008–)
- Alexis Nunez – trummor, percussion (2012–)

### Tidigare medlemmar
- Peter Denton – basgitarr, bakgrundssång, gitarr (2008–2018)[1]
- Max Rafferty – basgitarr, bakgrundssång (2004–2008)
- Paul Garred – trummor (2004-2009, 2010–2012)

### Turnerande medlemmar
- Nicholas Millard – trummor, percussion (2008)
- Dan Logan – basgitarr, bakgrundssång (2008)
- Chris Prendergast – trummor, percussion (2010–2011)
- Denny Weston – trummor (2011–2012) basgitarr (2015)
- Thom Kirkpatrick – synthesizer (2011–2012)
- Jack Berkeley – gitarr, trummor, bakgrundssång (2013–2015)
- Peter Randall – basgitarr, bakgrundssång (2018–)

## Diskografi
Album
- 2006 – Inside In/Inside Out (#2 UK)
- 2008 – Konk (#1 UK)
- 2011 – Junk of the Heart
- 2014 – Listen
- 2018 – Let’s Go Sunshine

Singlar
- 2005 – Eddie's Gun
- 2005 – Sofa Song
- 2006 – You Don't Love Me
- 2006 – Naïve
- 2006 – She Moves in Her Own Way
- 2006 – Ooh La
- 2008 – Always Where I Need to Be
- 2008 – Shine On
- 2008 – Sway
- 2008 – Do You Wanna
- 2011 – Is It Me
- 2011 – Junk Of The Heart (Happy)